# Pavlo Honcharuk
Pavlo Honcharuk (en ucraniano: Павло Гончарук; nacido el 16 de enero de 1978) es un prelado ucraniano católico que sirve como obispo diocesano de Járkov-Zaporiyia desde el 6 de enero de 2020. 

## Vida
El obispo Honcharuk nació en la familia católica con 12 hijos (él es el quinto) en la Ración Yarmolyntsi del Óblast de Khmelnytskyi, pero creció en la ciudad Horodok de la ración vecina. Después de graduarse de la educación escolar, se unió al Seminario Teológico Mayor en Horodok en 1995; y fue ordenado sacerdote el 22 de junio de 2002, por la diócesis de Kamyanets-Podilskyi, después de completar su estudio filosófico y teológico.
Después de su ordenación, el P. Honcharuk trabajó como sacerdote en la Catedral de los Santos Pedro y Pablo en Kamianets-Podilskyi (2002–2005) y párroco en Dunaivtsi (2010–2016), y mientras tanto continuaron sus estudios en la Universidad Cardenal Stefan Wyszyński en Varsovia, Polonia, con licenciatura en derecho canónico en 2010.
También se desempeñó como ecónomo diocesano en su diócesis nativa y desde 2003 hasta 2020 fue director de Caritas diocesana.  Además, ejerció el cargo de Defensor del Bono en el Tribunal Eclesiástico Diocesano de 2005 a 2016, año en que fue nombrado Juez del mismo Tribunal.  Además de estas oficinas, también fue un capellán militar.
El 6 de enero de 2020, fue nombrado por el Papa Francisco como obispo diocesano de la diócesis de Járkov-Zaporiyia.